# GVisor
gVisorは、セキュリティーと効率性、使いやすさに注力したコンテナーサンドボックスである。Googleによって開発され、2018年5月に発表された。gVisorは約200のLinuxシステムコールをユーザースペースで実装しており、Linuxカーネル上で直接実行され名前空間を分離したDockerコンテナーと比べて、より安全である。Linuxカーネルと比較して、gVisorはメモリー安全なプログラミング言語であるGoで書かれており、Cで書かれたソフトウエアが陥りがちな失敗を防止している。
GoogleとBrad Fitzpatrickによると、gVisorはGoogleのApp EngineやCloud Functions、Cloud ML Engine、Google Cloud Runの標準的な環境として本番環境で利用されている。
最新のgVisorは、Google Kubernetes Engineに統合されており、ユーザーは自身のKubernetes環境をサンドボックス化して、SaaSやマルチテナント化された環境のように利用することができる。 